# Ворлони
Ворлони (на английски: Vorlon) е измислена извънземна раса от научнофантастичния сериал Вавилон 5, чиято култура и външен вид са обвити в мистерия. Единствените двама представители на тази раса, чиито имена са известни са Кош и Улкеш. Ворлоните са представители на група от древни цивилизации, наречени „Първите“.

## Родна планета
Малко е известно за родната планета на Ворлоните, освен че нейното име също е Ворлон. Сигурно е, че атмосферата в скафандъра на посланик Кош е отровна за хората и за много от другите извънземни раси на Вавилон 5. Само двама души някога са посещавали планетата. Единият от тях е телепатът Лита Александър, която сканира Кош в пилотния филм „Срещата“. След края на втория сезон тя предприема опасна експедиция в космическото пространство на Ворлоните и се завръща на станцията като сътрудник на техния загадъчния посланик. Вторият човек, който е бил на планетата е Себастиян (известен като Джак Изкормвача), който е отвлечен от расата на Кош през XIX в., за да изпълнява функциите на Инквизитор. Според официалната статистика нито един кораб не се е завръщал от Ворлонска територия.